# Vĩnh Trường (xã)

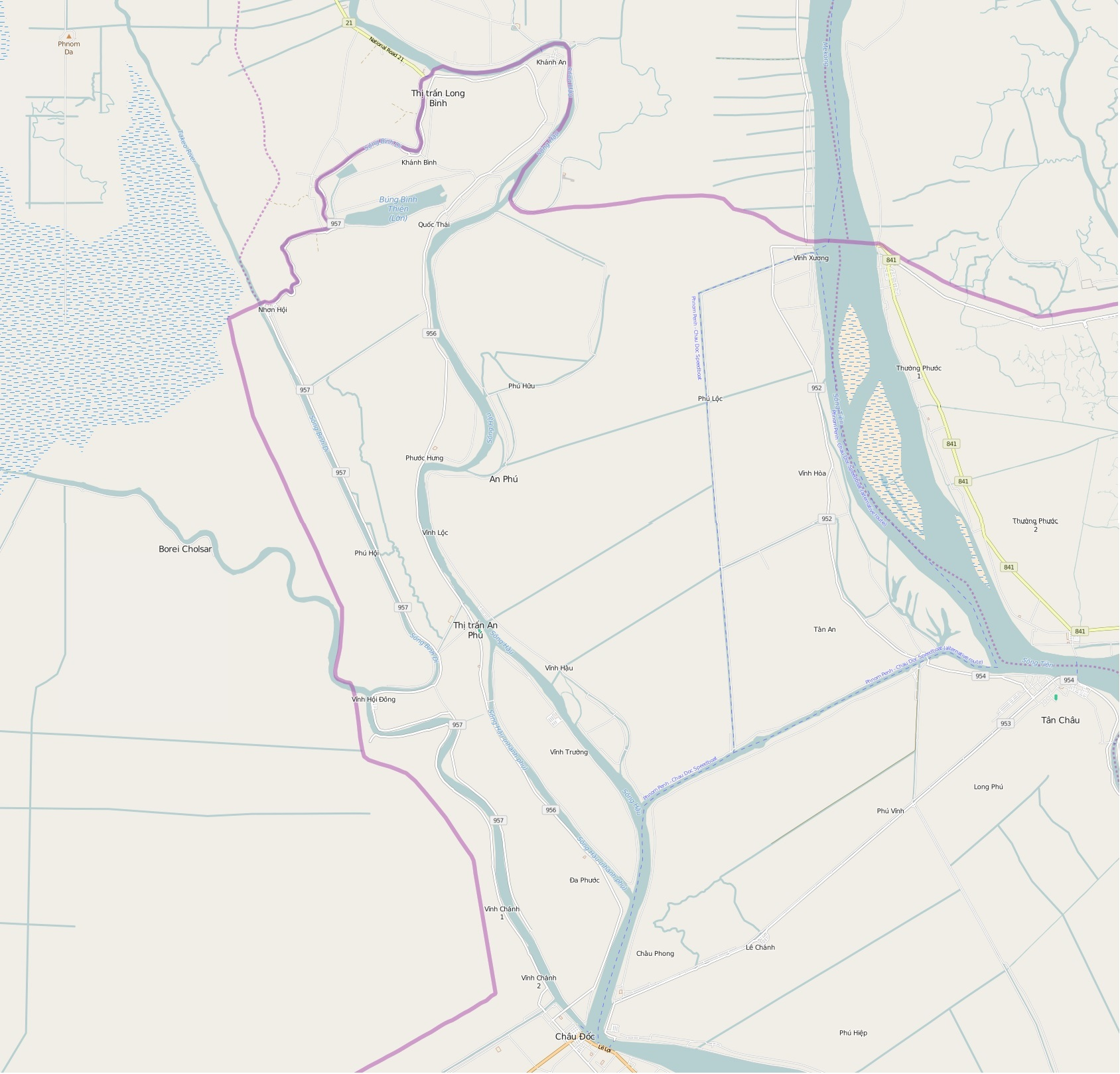
Bản đồ huyện An Phú tỉnh An Giang.

Vĩnh Trường là một xã thuộc huyện An Phú, tỉnh An Giang, Việt Nam.

## Địa lý
Xã Vĩnh Trường nằm ở phía nam huyện An Phú, có vị trí địa lý:
- Phía đông giáp xã Vĩnh Hậu và thị xã Tân Châu
- Phía tây giáp thị trấn An Phú
- Phía nam giáp thị trấn Đa Phước
- Phía bắc giáp xã Vĩnh Lộc và xã Vĩnh Hậu.

Xã Vĩnh Trường có diện tích 12,50 km², dân số năm 2019 là 10.999 người, mật độ dân số đạt 880 người/km².

## Hành chính
Xã Vĩnh Trường được chia thành 4 ấp: La Ma, Vĩnh Bình, Vĩnh Nghĩa và Vĩnh Thành.

## Lịch sử
Năm 1979, Cù Lao Cở Túc (tức ấp Vĩnh Thạnh) của xã Vĩnh Trường được sáp nhập vào xã Vĩnh Hậu (lúc này cùng thuộc huyện Phú Châu).
Ngày 13 tháng 11 năm 1991 huyện Phú Châu chia lại thành hai huyện An Phú và Tân Châu, xã Vĩnh Trường thuộc huyện An Phú.
Tại Vĩnh Trường có làng Chăm ở ấp La Ma. Cù lao Vĩnh trường khi xưa có tên là cù lao Ba do xuất phát từ tiếng Chăm "Kaoh Palau Ba", tức 3 cù lao (có lẽ các cù lao Vĩnh Thành, Vĩnh Trường,... khi xưa chưa dính liền với nhau).